# Лестат (мюзикл)
«Леста́т» (англ. Lestat: The Musical) — бродвейский мюзикл, интерпретация серии романов-ужасов Энн Райс «Вампирские хроники» и главным образом трёх первых книг — «Интервью с вампиром», «Вампир Лестат» и «Царица проклятых». Музыку к нему написал Элтон Джон, слова — Берни Топин, либретто — Линда Вулвертон.
Дебют мюзикла состоялся в Сан-Франциско осенью 2005 года и получил решительно критическую реакцию; 26 апреля 2006 его впервые поставили на Бродвее, но 28 мая, после 33 предварительных показах и 39 реальных спектаклей был остановлен. Мюзикл был по-разному принят критиками, но реакция зрителей была примерна та же, что и в Сан-Франциско. Это повлияло на окончательное разжалование проекта, что вызвало разочарование Джона и Топина, а также студии Warner Bros., вложившей в создание 15 миллионов долларов.

## Персонажи
- Лестат де Лионкур (тенор) — протагонист, молодой юноша, принадлежащий к французской знати; превращён Магнусом в вампира.

- Габриэль де Лионкур (меццо-сопрано) — мать и какое-то время после обращения — компаньон Лестата; именно она побудила сына сбежать из родительского дома в Париж. Габриэль имеет страсть к путешествиям и обладает светлыми волосами и красивой внешностью.

- Николя де Ленфен (баритон) — друг Лестата, в прошлом — парижский актёр и скрипач.

- Арман (тенор) — лидер группы вампиров в Париже (которые потом сформируют Театр вампиров). Арман мечтает отомстить Лестату за то что он поднял вампиров против Армана.

- Луи де Пон дю Лак (тенор/баритон) — подавленный после смерти брата житель Нового Орлеана. После обращения в вампира Луи терзается муками совести, не находя в себе силы убивать невинных людей.

- Клодия (Сопрано) — превращённая в вампира маленькая девочка, которую Лестат обратил для того чтобы остановить собирающегося уйти от него Луи. С течением времени разум Клодии растёт, но сама она остаётся ребёнком. За это девочка ненавидит своего создателя.

### Второстепенные персонажи
- Мариус де Романус — старый и могущественный вампир; создатель Армана.

- Магнус — вампир, обратившей Лестата и покончивший после этого жизнь самоубийством.

- Лоран — вампир Театра.

Ансамбль — вампиры, возглавляемые Арманом/вампиры Театра, парижане, граждане Нового Орлеана.

## Сюжет

### Акт 1
Юноша Лестат в лесу встречается с волками и убивает всю их стаю, чем приводит в гнев отца, запрещавшего сыну ехать на охоту одному. Лестата защищает его мать Габриэль и убеждает его уехать в Париж и жить вместе с другом Николя, тем самым освободившись от деспотичного отца. Лестату не хочется покидать мать, но он соглашается. Габриэль радуется, хотя и переживает, понимая, что без него её жизнь будет совсем одинокой.
Лестат находит Николя в Париже работающим в маленьком театре актёром и скрипачом, счастливым и довольным своей жизнью. Они начинают жить вместе. Через несколько дней Лестат слышит непонятный голос, который зовёт его и называет «убийцей волков» (англ. wolfkiller). Удивлённый тем,что друг не услышал ничего, Лестат следует за голосом и на него внезапно нападает вампир по имени Магнус. Он обращает Лестата в себе подобного, ничего не сказав ему о жизни этих существ, кроме того, что они могут загореться и умереть, попав на Солнце. Затем Магнус разжигает костёр и сжигает себя.
Лестат возвращается к Николя, и, не удержавшись, пьёт его кровь. Затем он навещает свою больную туберкулёзом умирающую мать и, дабы спасти ей жизнь, превращает в вампира. Они начинают ездить по всему миру, и однажды в церкви встречают непонятного человека, называющего себя Арманом. Он объявляет, что Лестат и Габриэль должны следовать за ним. Они соглашаются и идут вместе с ним на кладбище, служащее приютом для группы вампиров-сатанистов, лидером которых и является Арман. Лестат утверждает им, что Арман обманул их: на самом деле они не служат Дьяволу. Лестат и Габриэль воодушевляют вампиров создать Театр вампиров, где они будут играть самих себя.
Как только радостные вампиры уходят, появляется Арман и говорит, что он взял в заложники юного друга Лестата. Лестат пытается спасти Никола, но через несколько минут Арман сам, смеясь, отпускает юношу. Николя говорит, что желал бы навсегда остаться с другом, и Лестат обращает его. Но реакция новообращённого вампира оказывается неожиданной: он начинает раскачиваться на полу, попадая в кататоническое состояние. В это время на сцену выходит новообразованная труппа актёров.
Поставленный ими спектакль назывался «Вампир Арман» (англ. The Vampire Armand) и рассказывал о жизни Армана и Мариуса. Лестат и Габриэль хвалят постановку, а Николя продолжает быть неподвижным, лишь изредка наигрывая на скрипке. Внезапно появляется Арман, и растерянный Лестат спрашивает у него, в чём же причина безразличия друга. Арман объясняет ему, что не все могут одинаково пережить Тёмный Дар и что Никола может излечить древняя кровь Мариуса. Арман был создан Мариусом, но думает также, что вампир давно умер. Лестат решает во что бы то ни стало исцелить Николя, и объезжает с матерью всю Европу в поисках древнего вампира.
Так проходит десять лет. Вскоре Габриэль, мечтая о дальних путешествиях, покидает Лестата. Хоть и понимающий свою мать, но расстроенный, Лестат просит Николя сыграть ему на скрипке. Но, впервые после обращения заговорив, друг просит убить его. Потеряв надежду на спасение друга, Лестат соглашается и сжигает его, плача. И тут на сцену выбегает Мариус.

### Акт 2
Мариус утверждает, что он не смог бы спасти Николя. Грустный и опустошённый Лестат спрашивает у Мариуса, в чём же смысл их существования, но Мариус отвечает «не знаю».
Он советует Лестату уехать в Америку: Лестат станет первым вампиром в истории, которому понравился бы Новый Свет. Лестат просит Мариуса не оставлять его. В ответ вампир говорит, что Лионкур может сам создать себе подобного и выражает сожаление, что обратил Армана, не способного к высоким чувствам.
Лестат внемлет совету Мариуса и отправляется в Новый Орлеан. Там он замечает понравившегося ему юношу Луи и предлагает ему Тёмный дар. Луи соглашается, и Лестат превращает его в вампира. После этого Лестат начинает жить в Пон дю Лак, фамильной плантации Луи. Луи постоянно задаёт вопросы о морали, Боге, но Лестат предпочитает отшучиваться. Это раздражает Луи, и он решает уйти от своего создателя. Тогда Лестат, дабы остановить его, обращает в вампира маленькую девочку-сироту. Луи приходит в ужас, но постепенно привыкает к его новой «дочери» и заботится о ней.
Проходит шестьдесят лет. Клодия, а именно так её назвали, живёт среди роскоши, множества кукол и одевается в дорогие платья. Рано обращённая в вампира, она не понимает человеческую природу, и её жажда крови гораздо сильнее, чем у Луи и Лестата. Клодия понимает, что никогда не вырастет и не станет взрослой женщиной. Она не может смириться с этим и поёт о том, как бы она хотела стать взрослой. Случайно её слышит Лестат; он спрашивает, где Луи, и она отвечает, что попросила его уйти. Затем она преподносит ему подарок — тело молодой женщины. Лестат кусает её, но тут же отбрасывает тело на пол и пытается прийти в себя: Клодия попыталась отравить его, не зная, что яд не вредит вампиру. В отчаянии она берёт нож и несколько раз ударяет им Лестата. В этот момент появляется Луи и раскрывает единственный способ убить вампира: сжечь его. Они поджигают дом и сбегают, тогда как Лестат пытается бороться с пламенем.
Позже обезображенный Лестат находится на корабле и думает о том, что Клодия стала его жизнью. Он приплывает в Париж, где просит у Армана дать выпить ему немного крови для того, чтобы вернуть себе прежний облик. Арман соглашается, но просит, чтобы Лестат посмотрел представление, которое поставили вампиры Театра. Лионкур соглашается и идёт с Арманом в зал, где видит на помосте Луи и Клодию. Арман говорит, что они уже год здесь, но отказались говорить своём создателе. Сказав это, он хватает Клодию и спрашивает у Лестата, действительно ли она пыталась его убить. Лестат пытается оправдать девушку, но Арман и другие вампиры убивают её, оставив на Солнце.
Когда Лестат спускается к месту смерти Клодии, там сидит Луи, оплакивающий её. Он отказывается вернуться к Лестату. Тогда Лестат находит Армана и спрашивает у него, зачем ему понадобилось убивать Клодию; вампир отвечает хитрой улыбкой. В гневе Лестат рассказывает, что Мариус сказал ему. Разгневанный Арман отвечает, что Лестат обманывает его: старый вампир всегда называл Армана своим любимцем. Затем он сбрасывает Лестата с крыши Театра. Лестат пытается подняться, но его ноги сломаны, и он лежит на земле в ожидании приближающегося рассвета. Он думает о том, что сейчас будет сожжён Солнцем и спрашивает у Бога, «что же всё-таки я добился в жизни». Но на сцену выходят Мариус и приехавшая Габриэль. Они спасают Лестата, а Мариус даёт ему выпить своей крови, чтобы излечить его. Свет гаснет.
Когда включается свет, на сцену выходит Лестат в современной одежде и говорит: «I am the Vampire Lestat, and I will live forever» (я вампир Лестат, и я буду жить всегда).

## История создания
Предбродвейская версия мюзикла «Лестат» имела чрезвычайно много отличий от Нью-Йоркской. Несмотря на то, что это была одна из самых кассовых постановок в истории Сан-Франциско (рекорд в дальнейшем был побит мюзиклами «Злая» и «Кошки»), компания решительно пересмотрела игру. Версия Сан-Франциско, исполняемая в конце 2005 и в начале 2006 года, имела более тщательно продуманные сценические эффекты и включала спроектированные изображения, иллюстрирующие историю главного героя.
Бродвейская версия была более схожа с оригиналом и использовала меньше проектирований. Была добавлена песня «Right Before My Eyes»; дуэт Лестата и Никола «In Paris» был сокращён и вместо него была создана одноимённая песня Лестата, которая представляла собой соло; песня Габриэль «Nothing Here» была заменена на «Beautiful Boy». Кроме того, были убраны все намёки на «Царицу проклятых»: отстранены от шоу персонажи королева Акаша и её муж Энкил, из песни Мариуса удалены слова о них.

## Актёрский состав
| Актёр           | Роль                |
| --------------- | ------------------- |
| Кэроли Кармелло | Габриэль де Лионкур |
| Эллисон Фишер   | Клодия              |
| Хью Панаро      | Лестат де Лионкур   |
| Джим Станек     | Луи де Пон дю Лак   |
| Дрю Сэрич       | Арман               |
| Майкл Генет     | Мариус де Романус   |
| Родерик Хелл    | Николя де Ленфен    |
| Джозеф Делгер   | Магнус              |

## Песни
| Акт 1 - From the Dead — Лестат - Beautiful Boy — Габриэль - In Paris — ансамбль - Nicolas' Song — Николя - The Thirst — Лестат - Right Before My Eyes — Лестат - Make Me As You Are — Габриэль, Лестат - To Live Like This — Арман, Лестат, ансамбль - Morality Play — Лоран, Арман, ансамбль - The Crimson Kiss — Габриэль - Right Before My Eyes (реприз) — Лестат | Акт 2 - Welcome to the New World — ансамбль - Embrace It — Луи, Лестат - I Want More — Клодия - I’ll Never Have That Chance — Клодия - Sail Me Away — Лестат - To Kill Your Kind — Арман, ансамбль - Embrace It (реприз) — Луи - After All This Time — Арман - Sail Me Away (реприз) — Лестат - The Crimson Kiss (реприз) / финал — Габриэль, Лестат |

## Награды и номинации
| Премия             | Категория              | Номинант        | Результат |
| ------------------ | ---------------------- | --------------- | --------- |
| Тони 2006 г.       | Лучшия женская роль    | Кэроли Кармелло | Номинация |
| Тони 2006 г.       | Лучший дизайн костюмов | Сьюзан Хилферти | Номинация |
| Драма Деск 2006 г. | Лучшия женская роль    | Кэроли Кармелло | Номинация |